# Église Saint-Pierre de Mons
Pour les articles homonymes, voir Église Saint-Pierre.
L'église Saint-Pierre-de-Mons est une église catholique, inscrite aux Monuments historiques, située à Belin-Béliet, en France.

## Localisation
L'église Saint-Pierre se trouve à Mons, lieu-dit de la commune de Belin-Béliet dans le département français de la Gironde. Mons se trouve sur la route départementale D 110E1, qui relie Belin-Béliet à Lugos.

## Historique
La fondation de l'église date de la fin du XIe siècle. Le bâtiment originel était composé d'une nef unique (31,5 m sur 5,6 m) et d'une abside semi-circulaire. La construction du bâtiment est faite avec des blocs de grès ferrugineux (alios ou garluche). La fenêtre centrale de la nef traverse le contrefort. Au début du XIIe siècle, l’abside reçoit une voûte en cul-de-four.
| - Le chevet. - Façade nord-ouest. - Photo Brutails c. 1900. |

| - Le portail d'entrée. |

La porte d'entrée actuelle, qui date du XIVe siècle, est en ogive mal fermée. À droite de la porte on discerne l'emplacement d'une veyrine, murée au XVIIIe siècle, dont l'ouverture donnait sur les fonts baptismaux. Les enfants non-baptisés ou malades pénétraient dans l'église par cette ouverture.
La nef est renforcée de contreforts gothiques, doublée au sud d’un collatéral et percée de nouvelles baies au XVe siècle. Puis l'église est dotée d’une imposante tour barlongue occidentale, ornée de corbeaux, et dont les fenêtres forment créneaux. Cette tour fortifiée répondait à des préoccupations défensives imposées par les guerres de Religion.
En 1699, une sacristie, bâtie au sud du chevet, sur des fondations antérieures, a été rajoutée et les fenêtres latérales de l'abside sont percées. 
Finalement, au XIXe siècle, la nef et la façade occidentale sont reconstruites presque en totalité. 
L'édifice est inscrit au titre des monuments historiques le 2 juillet 1987.
Les pèlerins de Compostelle : Belin fut, au Moyen Âge, une étape importante pour les nombreux pèlerins qui empruntaient la via Turonensis ou voie de Tours pour se rendre à Saint-Jacques-de-Compostelle. Elle se consacra à l'accueil des pèlerins, apportant réconfort aux voyageurs épuisés avant la traversée des Landes tant redoutée. 
La voie de Tours va amener du XIe au XVIIIe siècle, des cohortes nombreuses de pèlerins. Ainsi dans le Liber Sancti Jacobi ou Codex Calixtinus, un livre rédigé dans la première moitié du XIIe siècle pour servir la gloire de saint Jacques et de l’église de Compostelle) et plus précisément dans la 5e partie de l'ouvrage appelée guide du pèlerin de Saint Jacques de Compostelle, on apprend que dans la petite ville de Belin, les tombeaux de quelques-uns, parmi les plus grands, des compagnons de Roland, héros malheureux de la bataille de Roncevaux en 778. Les termes du Guide sont particulièrement précis : De même dans les Landes de Bordeaux, dans une petite ville appelée Belin, on doit rendre visite aux corps des saints martyrs Olivier, Gondebaud roi de Frise, Ogier roi de Dacie, Arastain roi de Bretagne, Garin Duc de Lorraine et de bien d'autres compagnons d’armes de Charlemagne qui, après avoir vaincu les armées païennes, furent massacrés en Espagne pour la foi du Christ. Leurs compagnons rapportèrent leurs corps précieux jusqu'à Belin et les y ensevelirent avec beaucoup d’égards. C’est là qu’ils gisent tous ensemble dans un même tombeau. Un parfum très doux en émane qui guérit les malades.
Cette « publicité » sensationnelle fit de l'étape de Belin un lieu de passage d'exception et se traduisant par la présence de deux prieurés et de l'église Saint-Pierre-de-Mons. La légende locale, savamment entretenue à l'intention des pèlerins, a été analysée en détail par André Moisan dans son étude des français morts à Roncevaux, et bien sûr, réfutée.

## L'intérieur de l'église
L'intérieur est très sobre. Les seuls chapiteaux sculptés se trouvent dans la partie romane de l'église : le chœur et le chevet.
La nef est reliée au chœur par l’arceau en ogive de l'arc triomphal et le chœur relié à l'abside par un autre arceau en ogive. 
Les chapiteaux de chacune des quatre colonnes sont sculptés avec des motifs typiquement romans. La baie axiale de l'abside est décorée avec des colonnes à chapiteaux sculptés. Ces six chapiteaux datent du XIIe siècle.
| - Photo Jean-Auguste Brutails c. 1900 |

| - La nef vers l'est. - La nef vers l'ouest. - Le sanctuaire. - La Tribune. - Le bas-côté sud. |

### Les chapiteaux romans
L’arc triomphal
|  |

|  |

- Le chapiteau Nord : la corbeille est ornée de rinceaux et sur le tailloir, qui est assez abîmé, figure une série d'oiseaux.
- Le chapiteau Sud : la corbeille est décorée de cinq personnages en tuniques courtes et deux masques humains sur la face principale. Certains guides identifient ces personnages comme les compagnons de Roland, tandis que d’autres prétendent qu’il s’agit des martyrs de Saint-Clair.

Ni l'une, ni l'autre de ces suppositions est tenable : les personnages ne portent aucune identification d'un chevalier et dans l'iconographie romane, le martyre d'un saint était toujours accompagné par un ange ou colombe pour accueillir son âme, qui est absent de cette sculpture. L'interprétation de cette sculpture est toujours un mystère.
L'arc du chœur
| - Le chapiteau Nord. - Le cordon du chevet. - Le chapiteau Sud. |

- Le chapiteau Nord : sur la face principale la corbeille est décorée avec une triple arcature en plein cintre supportée par des colonnes. Les deux petites faces sont couvertes par des lignes gravées formant des feuilles. Le tailloir reproduit la décoration en damier que forme le cordon qui entoure le chevet.
- Un cordon à damier fait la tour du chœur et du chevet.
- Le chapiteau Sud : la corbeille est décorée avec un entrelacs assez simple et le tailloir, comme au nord, reproduit le damier du cordon du chevet.

La baie axiale du chevet
La baie axiale du chevet est couverte par un arc en plein cintre, supporté par des colonnes avec chapiteaux figurés.
| - Baie axiale. - Chapiteau Nord. |

|  |

- La corbeille du chapiteau Nord est ornée de trois paires de poissons, aux écailles bien évidentes, qui s'affrontent sur l'angle des deux faces.
- La corbeille du chapiteau sud est plus complexe. Sur une face, un quadrupède, aux dents acérées, son corps couvert d'écailles et des pieds griffus, tient une créature (lapin ?) dans sa gueule. Sous ses pieds, on peut voir la tête et le corps d'une autre créature renversée, qui semble avoir les défenses d'un morse. Sur l'autre face de la corbeille, deux hommes, au regard hautain, habillés en robes longues avec manches très amples, leurs pieds, vêtus de chaussures pointus, posés sur l'astragale du chapiteau.

L'interprétation du symbolique de ces deux chapiteaux reste mystérieuse.

### Le mobilier
|  |

| - Christ en croix. |

- Statue de saint Jean : la statue de saint Jean, de près d’un mètre de haut en bois polychrome, a longtemps été prise pour une représentation de saint Clair. Mais, contrairement à ce que l’on a longtemps cru, cette statue ne représente pas saint Clair. En effet, les lettres décoratives de son manteau et le symbole du diablotin sortant du calice qu’il porte à la main prouvent qu’il s’agit en fait de l’évangéliste saint Jean. Cette statue provient selon toute vraisemblance du prieuré Saint-Jean, à Mons.

Depuis la date de la photographie de Jean-Auguste Brutails, vers 1900, le saint a perdu sa main droite.
La statue est classée Monument Historique au titre d’objet depuis le 5 septembre 1984.
- Le Christ en croix en bois polychrome date du XVe siècle (il y a une similitude avec Le Christ jaune de Paul Gauguin, d'après la sculpture dans la chapelle Notre-Dame de Trémalo).
- Statue de sainte Quitterie : on trouve dans l'église une petite statue en grès polychrome, probablement réalisée au XVe ou XVIe siècle. Cette statue représente sainte Quitterie, première patronne connue de la ville. Sur le socle figurent les mots « Sainte Quittéré », ainsi que des lettres et chiffres au sens malheureusement indéterminé.

L’église abrite également une toile dédiée à sainte Quitterie, peinte en 1640 par un certain Renault.
|  |

| - La chaire. |

- La chaire, qui se trouve sur le mur nord de la nef est du XVIIe/XVIIIe siècle.
- Le retable : l’église a hérité au XIXe siècle d’un retable dédié à la Vierge. Vers 1840, alors que l’ancienne église de Belin-Béliet, Sainte-Quitterie, est détruite, plusieurs éléments de mobilier, dont son retable, sont installés au sein de l’église Saint-Pierre. Ce dernier, d’apparence très ancienne, est fait de bois de chêne.  Il est réalisé par le sculpteur Robert Biguerie au XVIIIe siècle. Au centre se trouve une Vierge à l’Enfant polychrome, du XVIIIe siècle, encadrée à gauche par saint Pierre et à droite par un pèlerin.

## La pierre levée
|  |

La pierre levée est à demi enterrée, à l’extérieur et derrière le chœur de l’église, attise la curiosité. En effet, elle ne provient pas de la région et son origine, comme sa fonction, restent indéterminées. Cependant, aux alentours de Mons se trouvent de nombreuses mégalithes (à Belin le dolmen de Braou, à Lugos la Main du Diable et des outils en silex trouvés à Salles et au Barp attestent d'une occupation humaine depuis plusieurs dizaines de milliers d'années.

## La croix de cimetière

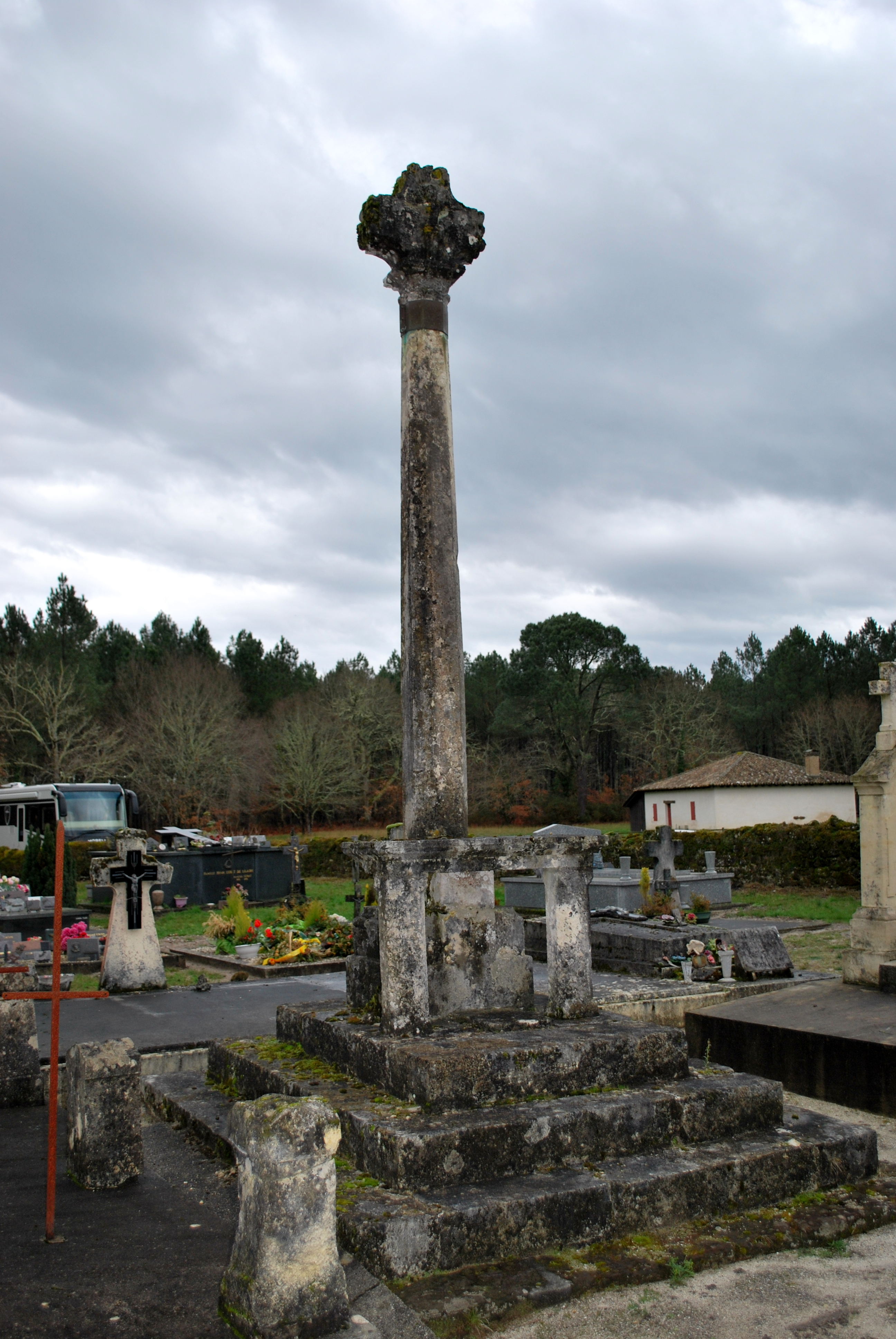
Croix de cimetière.

La croix de cimetière, réalisée au XVIe siècle, est inscrite au Monument historique depuis le 24 avril 1987.
Selon les archives municipales, la croix se situe en 1815 dans le bourg de Belin, alors séparé de celui de Béliet, qui possède lui aussi sa propre croix. Elle est ensuite déplacée vers son emplacement actuelle. La croix se dresse au centre du cimetière de la commune, dont elle constitue le point culminant avec ses quatre mètres de haut.
Perchée sur un piédestal, la croix se compose d’une colonne, scellée au plomb. La face nord de la croix porte un crucifix et la face sud des clés papales.

## La croix des pèlerins

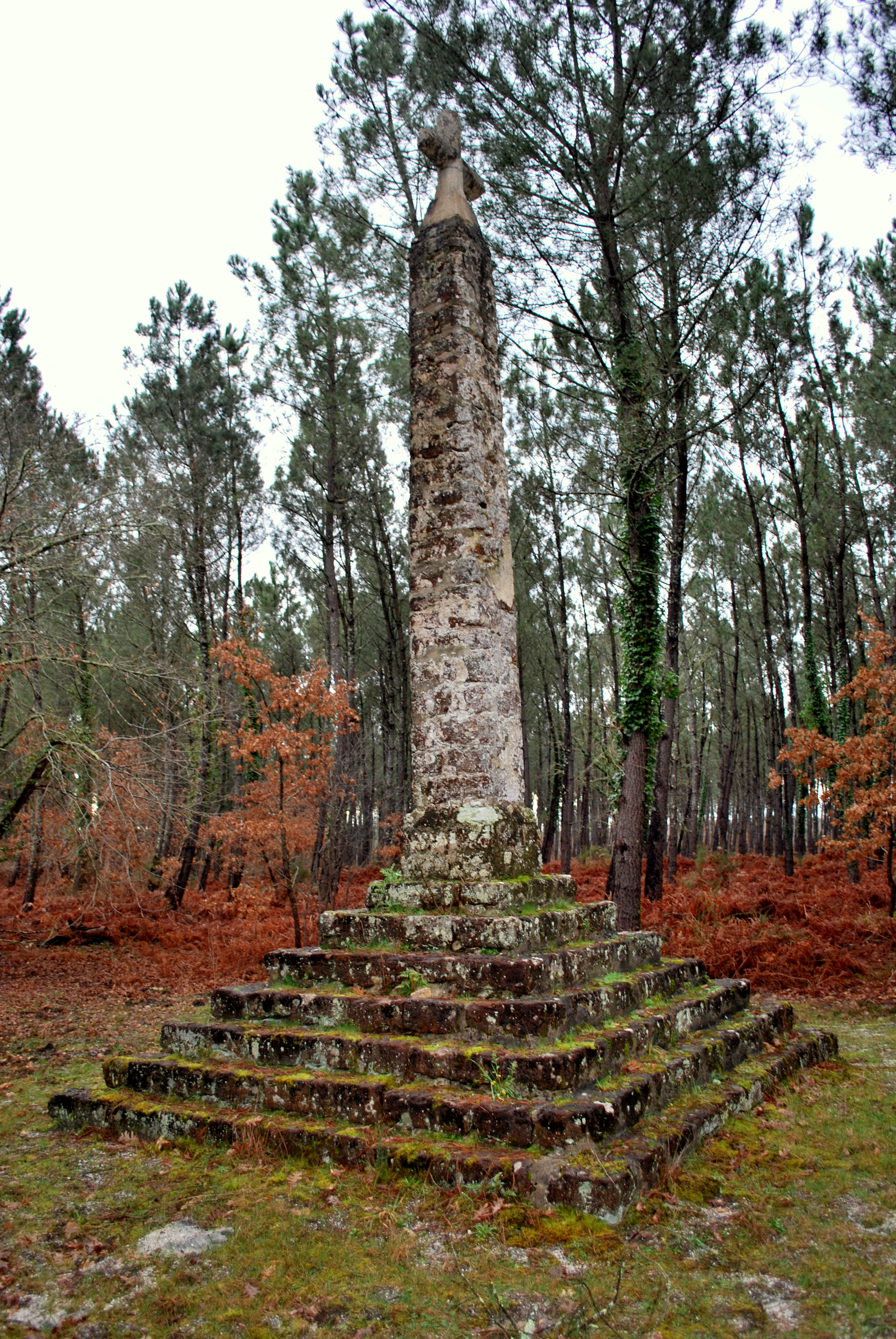
La croix des pèlerins.

Étape sur la route vers Saint-Jacques-de-Compostelle, la ville de Belin-Béliet est parsemée de croix aux fonctions spécifiques. L’une d’elles est spécialement dédiée aux pèlerins.
La première originalité de la croix des pèlerins est que l’on ne connaît pas sa fonction originelle. Il existe cependant plusieurs hypothèses, mais aucune convaincante ; 
- Elle est peut-être un amer terrestre, repère pour les pèlerins en route pour Saint-Jacques-de-Compostelle. Cependant, cette explication est peu convaincante : La croix se trouve à seulement 200 m de l'église et à l'époque médiévale, comme aujourd'hui, elle est entourée de pins nettement plus haut. Donc, elle ne peut pas servir de repaire visuelle.
- Une croix dite de sauvetat, qui étend le droit d’asile de l’ancien prieuré de Saint-Jean de Mons jusqu’à l’endroit où elle est érigée. Habituellement les croix de sauvetat marquent la limite extérieure du domaine, ici la croix se trouve entre l'ancien prieuré et l'église.
- La croix marque le lieu du sépulture des preux compagnons de Roland. L'étude d'André Moisan[2] montre que c'est possible qu'au moins trois des corps étaient ensevelis temporairement à Mons et aucune indication de l'endroit n'est connu.

Quoi qu’il en soit, la croix des pèlerins est un monument imposant, haut de près de 4,50 mètres, édifié au XVe ou XVIe siècle. Apparentée à un obélisque, elle est perchée sur une colonne élevée, elle-même fixée sur un imposant socle constitué de sept marches.
La croix des pèlerins de Belin-Béliet est inscrite à l’inventaire des Monuments Historiques depuis le 9 janvier 1990.

## La fontaine Saint-Clair

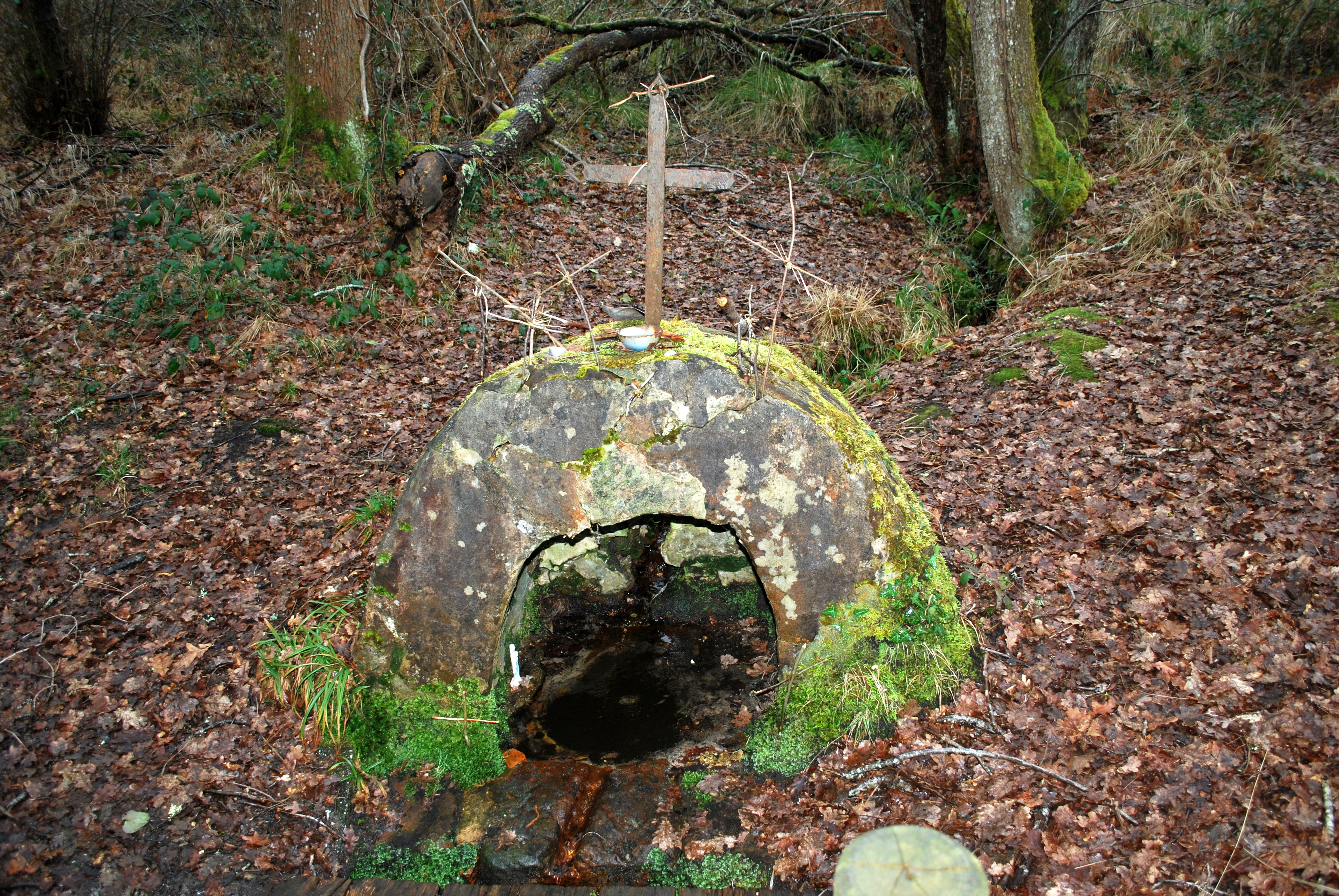
Source Saint-Clair

A cent mètres en contrebas de l'église se trouve la fontaine Saint-Clair. Il faut suivre le chemin à l'ouest de l'église et ensuite passer le petit pont enjambant le ruisseau dans lequel se déverse la fontaine. La fontaine Saint-Clair est composée d’un dôme en grès ferrugineux décoré de fleurs et de statuettes. Elle libère une eau longtemps considérée comme miraculeuse.
Les Landes détiennent probablement le record de France des fontaines et sources dites « guérisseuses » puisque J.F. Ratonnat dans livre La Vie d’autrefois dans les Landes 
en recense plus de 250 dans le département (voir aussi Fontaines des Landes). Le rôle socio-culturel de ces fontaines est analysé par Jérôme Lafargue dans son article Landes de terre,d'eau et de bois
La fontaine est dédiée à saint Clair, comme plusieurs d'autres fontaines 'miraculeuses' dans le département. Toutes étaient censées de guérir des troubles oculaires. La tradition locale continue, car il y a toujours une cérémonie autour de la fontaine chaque première dimanche de juin.
La légende raconte que le saint fut décapité par des infidèles dans les Landes et que son corps fut récupéré et ramené par les troupes de Charlemagne avec les corps de Roland et ses compagnons. La chapelle Saint Clair (ou des Corps-Sains), dans l'église Sainte-Eulalie de Bordeaux, abrita les reliques de Saint Clair jusqu'en 1858, puis elles furent transférées à la cathédrale de Lectoure. 
La fontaine est inscrite à l’inventaire des Monuments historiques depuis le 9 janvier 1990.

## La croix de jubilé
Plusieurs croix monumentales se dressent au sein du village de Bélin-Béliet. L’une d’elles est une imposante croix de Jubilé (ou de Mission) (localisation : 44° 28,578′ N, 0° 43,444′ O), ressemblant à la croix qui orne la place Saint-Vital. Toutes deux en pierres, elles semblent provenir de la même fabrique locale. La croix, qui date de 1826, est encore en bon état.